# Gemeentekrediet van België
Het Gemeentekrediet van België (Frans: Société du Crédit communal) werd van staatswege opgericht op 24 november 1860 onder impuls van Walthère Frère-Orban, toenmalig minister van Financiën. De naamloze vennootschap had als doel om het vooral voor kleinere gemeenten eenvoudiger te maken om geld te lenen tegen voordelige voorwaarden. Gemeenten die geld wensen te lenen dienden voor 5% van het geleende kapitaal aandeelhouder te worden (artikel 19). 

## Geschiedenis
De eerste vijf bestuurders van het Gemeentekrediet waren Henri de Brouckère (minister van Staat), Jonathan-Raphaël Bischoffsheim (directeur van de Nationale Bank), Auguste Orts (volksvertegenwoordiger), M. A. Kreglinger (regeringscommissaris bij de Nationale Bank) en Jacques Joseph Gillon (burgemeester van Sint-Joost-ten-Node).
De bank speelde na de Eerste Wereldoorlog een belangrijke rol in het ondersteunen van de gemeenten voor de heropbouw. Kort na de Tweede Wereldoorlog, in 1947, werd gestart met de uitbouw van een netwerk van lokale agentschappen om zo bij het grote publiek spaargelden op te halen. Deze agentschappen kregen vanaf 1960 een zelfstandig karakter, waardoor meer diensten en producten aangeboden konden worden. Zo werd een blijvende relatie met de particuliere klanten opgebouwd.
Vanaf de jaren negentig kwam de bank in volle expansie. In juni 1990 richtte de bank Cregem International Bank op in het Groothertogdom Luxemburg, gespecialiseerd in beheer van grote vermogens.
Op 15 maart 1991 verwierf het Gemeentekrediet een participatie van 25% in Banque internationale à Luxembourg (BIL) om op 15 januari 1992 meerderheidsaandeelhouder te worden van de oudste Luxemburgse bank.

### Dexia
In 1996 ging het Gemeentekrediet een alliantie aan met Crédit Local de France. Deze nieuwe structuur kreeg de naam Dexia. De bancaire activiteiten van Gemeentekrediet werden aan een nieuwe vennootschap overgedragen en de oorspronkelijke naamloze vennootschap kreeg de nieuwe naam Gemeentelijke Holding.